# Ayami Kojima
 (avril 2020).
Si vous disposez d'ouvrages ou d'articles de référence ou si vous connaissez des sites web de qualité traitant du thème abordé ici, merci de compléter l'article en donnant les références utiles à sa vérifiabilité et en les liant à la section « Notes et références ».
Ayami Kojima (小島 文美, Kojima Ayami) est une illustratrice née à Tokyo au Japon qui se spécialise dans le character designer japonais. Connue notamment pour son travail réalisé sur la série Castlevania de Konami, elle est autodidacte et aime lire les manga de type shōnen.

## Art Books
- Santa Lilio Sangre[2] (2010)

## Ludographie
- Söldnerschild (Koei, 1997)
- Castlevania: Symphony of the Night (Konami, 1997)
- Ishin no Arashi Bakumatsu Shishiden (Koei, 1998)
- Chou-Denki Card Battle: Youfu Makai (Kappa Games, 1999)
- Castlevania Chronicles (Konami, 2001)
- Castlevania: Harmony of Dissonance (Konami, 2002)
- Castlevania: Aria of Sorrow (Konami, 2003)
- Castlevania: Lament of Innocence (Konami, 2003)
- Castlevania: Curse of Darkness (Konami, 2005)
- Castlevania: The Dracula X Chronicles (Konami, 2007)
- Samuraï Warriors 3 (Koei, 2009)
- Castlevania: Harmony of Despair (Konami, 2010)
- Dysnasty Warriors 7 (Omega Force, 2011)
- Dynasty Warriors 8 (Omega Force, 2013)
- Bloodstained: Ritual of the Night (Artplay DICO, 2019)